# دبليو. جون هاتشينز
دبليو. جون هاتشينز (بالإنجليزية: William John Hutchins)‏ هو لغوي ومترجم بريطاني، ولد في 27 يناير 1939 في Metropolitan Borough of St Pancras ‏ في المملكة المتحدة.